# 板野東部消防組合
板野東部消防組合（いたのとうぶしょうぼうくみあい）は、徳島県板野郡松茂町、北島町および藍住町によって組織された一部事務組合（消防組合）である。管轄区域は前述の3町。

## 概要
- 消防本部：板野郡北島町北村字大開11番地1
- 管内面積：39.25km2
- 職員数：93名
- 消防署2カ所
- 主力機械（2017年4月1日現在）
  - 消防ポンプ自動車：2
  - 水槽付消防ポンプ自動車：2
  - 化学消防車：2
  - 救助工作車：2
  - 指揮車：1
  - 資器材搬送車：3
  - 救急自動車：3
  - 連絡車：3
  - 査察車：2
  - 指揮広報車：3
  - 司令車：1

## 沿革
- 1972年4月1日　開署式を行い、消防業務を開始する。

## 組織
- 消防本部 - 総務課、予防課、警防課、通信指令課
- 消防署  - 第１消防署、第２消防署
- 消防団  - 第１分団〜第１７分団

## 消防署
| 消防署    | 郵便番号   | 住所                                 |
| --------- | ---------- | ------------------------------------ |
| 第1消防署 | 〒771-0201 | 徳島県板野郡北島町北村字大開11番地1  |
| 第2消防署 | 〒771-1262 | 徳島県板野郡藍住町笠木字中野174番地1 |